# La Molina

Logo des Wintersportorts

La Molina ist ein spanischer Wintersportort in Katalonien. Der Ort in den Pyrenäen gehört zur Gemeinde Alp in der Provinz Girona und liegt rund fünf Kilometer von der französischen Grenze entfernt auf einer Höhe von 1700 Metern.
Die Skipisten sind insgesamt 60 km lang. Erschlossen werden sie durch eine Gondelbahn, sieben Sessellifte und fünf Skilifte, die bis auf 2445 Meter reichen. Daneben gibt es 5 km Langlaufloipen, Anlagen für Snowboarden und eine Skisprungschanze.
Erschlossen wird La Molina durch einen Bahnhof an der RENFE-Bahnstrecke Barcelona–Latour-de-Carol - Enveitg.

## Geschichte
La Molina war 1943 der erste Wintersportort Spaniens der einen Skilift bekam. Drei Jahre danach kam noch ein Sessellift dazu. Seit dem Jahr 1985 verfügt La Molina über eine Anlage zur Produktion von Kunstschnee.
Seit 2007 finden in La Molina Wettbewerbe des Snowboard-Weltcups statt, seit 2008 Rennen im Alpinen Skiweltcup. 2011 wurde hier die Snowboard-Weltmeisterschaft ausgetragen.